# Кененії
Кененії або Щупальцехідні (Palpigradi) — невеликий ряд дрібних ґрунтових арахнід. Це дуже своєрідні форми і не випадково типовий представник ряду названий кененія дивна (Koenenia mirabilis). Серед паукоподібних кененії демонструють примітивний біологічний тип дрібного мешканця шпар ґрунту, пристосованого до життя в насиченому вологою ґрунтовому повітрі — тип, властивий також нижчим ґрунтовим кліщам. Завдяки такому способу життя в організації кененій збереглися багато архаїчних рис, чим вони становлять чималий інтерес для розуміння еволюції арахнід. На жаль, ми ще мало знаємо про цих дивних істот.

## Опис
Тіло кененій подовжене, усього 0,5 — 2 мм довжиною, дуже розчленоване . Сегменти хеліцер, педипальп і двох передніх пар ніг покриті зверху головним щитом, а сегменти двох задніх пар ніг розчленовані й мають самостійні тергити. Розчленована й грудина (стернум). Веретеновидне черевце складається з 12 сегментів, передстатевий сегмент добре виражений. Кінцеві сегменти черевця поступово зменшуються й закінчуються довгою гнучкою членистою ниткою, що грає роль дотикального церка при пересуванні в шпарах ґрунту. Хеліцери довгі, 3-членикові, із клешнями. Тонкі довгі педипальпи подібні до ніг і беруть участь у ходінні, звідки й поширена назва ряду «щупальцехідні». Жувальних відростків на тазиках педипальп немає, а рот розташований на вершині невеликого сосочка між основами хеліцер — особливість, невластива іншим арахнідам й, очевидно, вторинна. Тулуб і придатки багато оснащені чутливими волосками, причому дотик надзвичайно розвинений, що, мабуть, дуже важливо при пересуванні між часточками ґрунту. Ряд примітивних рис зберігся у внутрішній будові кененій. Явно виражена метамерія мускулатури тулуба, а також кишечнику; видільними органами служать коксальні залози.
Оформлених органів дихання немає, кененії дихають через покриви, що пов’язане з життям у вологому повітрі. Лише в деяких видів є зародкові трахеї. Особливість кененій полягає в тому, що на сегментах черевця в них зберігся набір коксальних органів, що являють собою рудименти черевних кінцівок. Це парні мішечки, що випинаються, на восьмому — дванадцятому сегментах, добре виражені в молодих особин й,очевидно , грають роль органів почуттів, що сприймають вологість (гигрорецептори). Наявність таких рудиментів черевних кінцівок вказує на те, що черевні ніжки тут ніколи не були перетворені в легені, тобто що при виході на сушу кененії відразу пристосувалися до життя в ґрунті й шкірного подиху, минувши стадію легеневого подиху, властиву еволюції більшості інших арахнід. Аналогічним шляхом ішли кліщі ряду Acariformes.

## Поширення
Вони поширені в країнах з теплим і вологим кліматом, знайдені в Південній Європі (Південна Франція, острови Середземного моря), в Африці, Південно-Східній Азії, Північній і Південній Америці, Австралії. Відомі знахідки в теплицях ботанічних садів Західної Європи, куди вони попадають із ґрунтом при транспортуванні тропічних рослин. В Україні кененії не відзначені, але їхнє знаходження в Криму, а також завезення в ботанічні сади не виключені.

## Спосіб життя
Кененій можна знайти у ґрунті, під каменями, зануреними в ґрунт, деякі види виявлені в печерах. Вони віддають перевагу повітрю, насичений водяними відпарами. У той же час краплинна волога для них згубна, тому що покриви легко змочуються. У вологу пору року вони можуть з’являтися на поверхні ґрунту, але більшу частину часу проводять приховано, а в міру просихання ґрунту йдуть углиб. Будучи сліпі, кененії різко негативно ставляться до світла й поспішно тікають у затінені вкриття. Харчування кененій недостатньо вивчене. Відомо, що вони можуть висмоктувати яйця дрібних членистоногих: ногохвосток, камподей, багатоніжок, які також живуть у щілинах ґрунту й подібні до кененій. Своєрідність ротового апарата вказує на якийсь особливий спосіб харчування, і, бути може, кененії дійсно являють собою специфічних «яйцеїдів», тим більше що в їхньому кишечнику жовток знаходили не раз.

## Розмноження
Кладка яєць не сезонна й багаторазова, яйця відкладаються по одному, причому в тілі самки звичайно видно тільки два зрілих яйця. Молодь, що вилупилась,  схожа на дорослу тварину, розвиток нетривалий, супроводжується незначним ростом, декількома линьками й змінами в деталях будови (число волосків, черевних мішечків і т. ін.).

## Класифікація
Колись кененій включали в збірний ряд джгутоногих. По деяких ознаках кененії дійсно нагадують цих арахнід, особливо дрібних тартарид, але в той же час подібні до акариформних кліщів й почасти із сольпугами, так що їхня самостійність як ряду не викликає сумнівів. Описано близько 80 видів кененій, що відносяться до 6 родів.